# Dystactinae
Dystactinae es una subfamilia de insectos mantodeos perteneciente a la familia Mantidae.

## Géneros
- Achlaena -
- Achlaenella -
- Armene -
- Beesonula -
- Dystacta -
- Paraligaria -
- Pseudodystacta -
- Sphaeromantis